# Anax

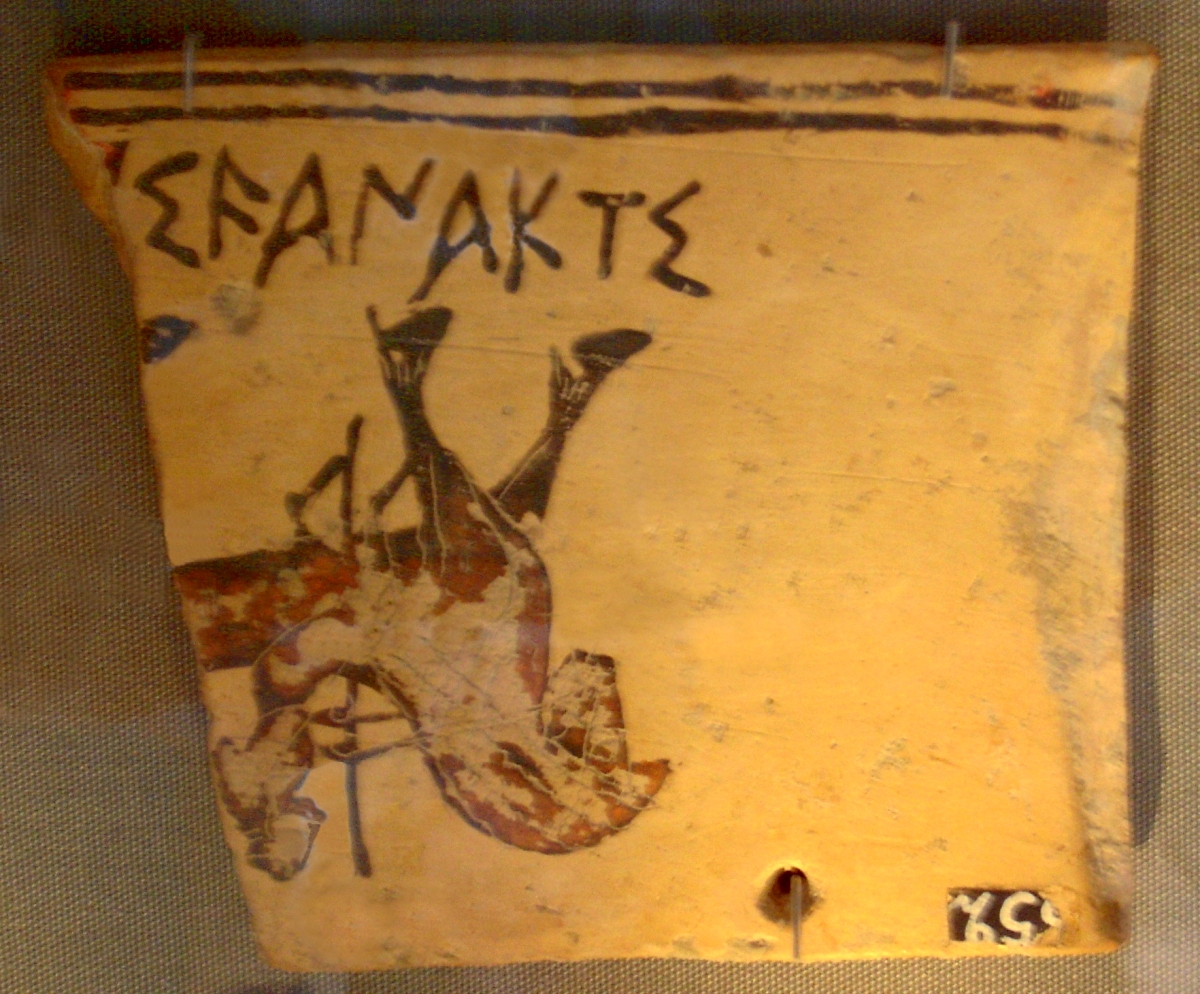
Původní řecký nápis na fragmentu.

Anax (řecky: ἄναξ; z dřívějšího ϝάναξ, wánax), v ženském rodě anassa (ἄνασσα), je starověký řecký titul používaný v době mykénské civilizace  pro kmenového vůdce, vojenského velitele, krále králů nebo jen krále. Jedná se o synonymum a starší výraz pro slovo Basiliás. Nositelem tohoto titulu byl například Agamemnón.